# The Essex Green
The Essex Green är ett indierockband från Brooklyn i New York.

## Historia
The Essex Green bildades från gruppen Guppyboy från Burlington i Vermont då bandmedlemmarna Baron, Bell, Ziter och Michael Barrett flyttade till Brooklyn. Den nya gruppen bildades år 1997 tillsammans med trummisen Tim Barnes. Bandet började spela på olika ställen runt om i New York. De släppte en split-7"-singel med The Sixth Great Lake (ett Guppyboy/Essex Green-relaterat sidoprojekt) år 1999. I och med detta blev de tillfrågade av Robert Schneider om att vara en del i The Elephant Six Collective och spelade in en självbetitlad EP. Samma år fick de skivkontrakt med Kindercore Records och släppte sitt debutalbum, Everything Is Green. Efter ett antal konserter, turnéer och flera släpp av EP och singlar skrev gruppen kontrakt med Merge Records som släppte deras andra album, The Long Goodbye år 2003. Efter en världsturné gick de in i studion igen år 2005 och började jobba på sitt nästa album, Cannibal Sea, som släpptes i mars år 2006.

## Diskografi

### Album
- 1997 (?) - The Brooklyn Basement Tapes Volume One
- 1997 (?) - The Brooklyn Basement Tapes Volume Two
- 1999 – Everything Is Green
- 2003 – The Long Goodbye
- 2006 – Cannibal Sea

### Singlar och EP
- 1999 – Sudden Shame (splitsingel med The Sixth Greath Lake)
- 1999 – Essex Green EP
- 2000 – Happy Happy Birthday to Me Singels Club: April
- 2003 – Low Transit Industries (splitsingel med The Smallgoods)